# Agelaea coccinea
Agelaea coccinea là một loài thực vật có hoa trong họ Connaraceae. Loài này được Exell mô tả khoa học đầu tiên năm 1944.